# San-Giovanni-di-Moriani
Pour les articles homonymes, voir San Giovanni.
San Giovanni di Moriani est une commune française située dans la circonscription départementale de la Haute-Corse et le territoire de la collectivité de Corse. Elle appartient à l'ancienne piève de Moriani.

## Urbanisme

### Typologie
Au 1er janvier 2024, San-Giovanni-di-Moriani est catégorisée commune rurale à habitat dispersé, selon la nouvelle grille communale de densité à sept niveaux définie par l'Insee en 2022.
Elle est située hors unité urbaine et hors attraction des villes,.

### Occupation des sols
L'occupation des sols de la commune, telle qu'elle ressort de la base de données européenne d’occupation biophysique des sols Corine Land Cover (CLC), est marquée par l'importance des forêts et milieux semi-naturels (100 % en 2018), une proportion identique à celle de 1990 (100 %). La répartition détaillée en 2018 est la suivante : 
forêts (66 %), milieux à végétation arbustive et/ou herbacée (29,6 %), espaces ouverts, sans ou avec peu de végétation (4,4 %). L'évolution de l’occupation des sols de la commune et de ses infrastructures peut être observée sur les différentes représentations cartographiques du territoire : la carte de Cassini (XVIIIe siècle), la carte d'état-major (1820-1866) et les cartes ou photos aériennes de l'IGN pour la période actuelle (1950 à aujourd'hui).

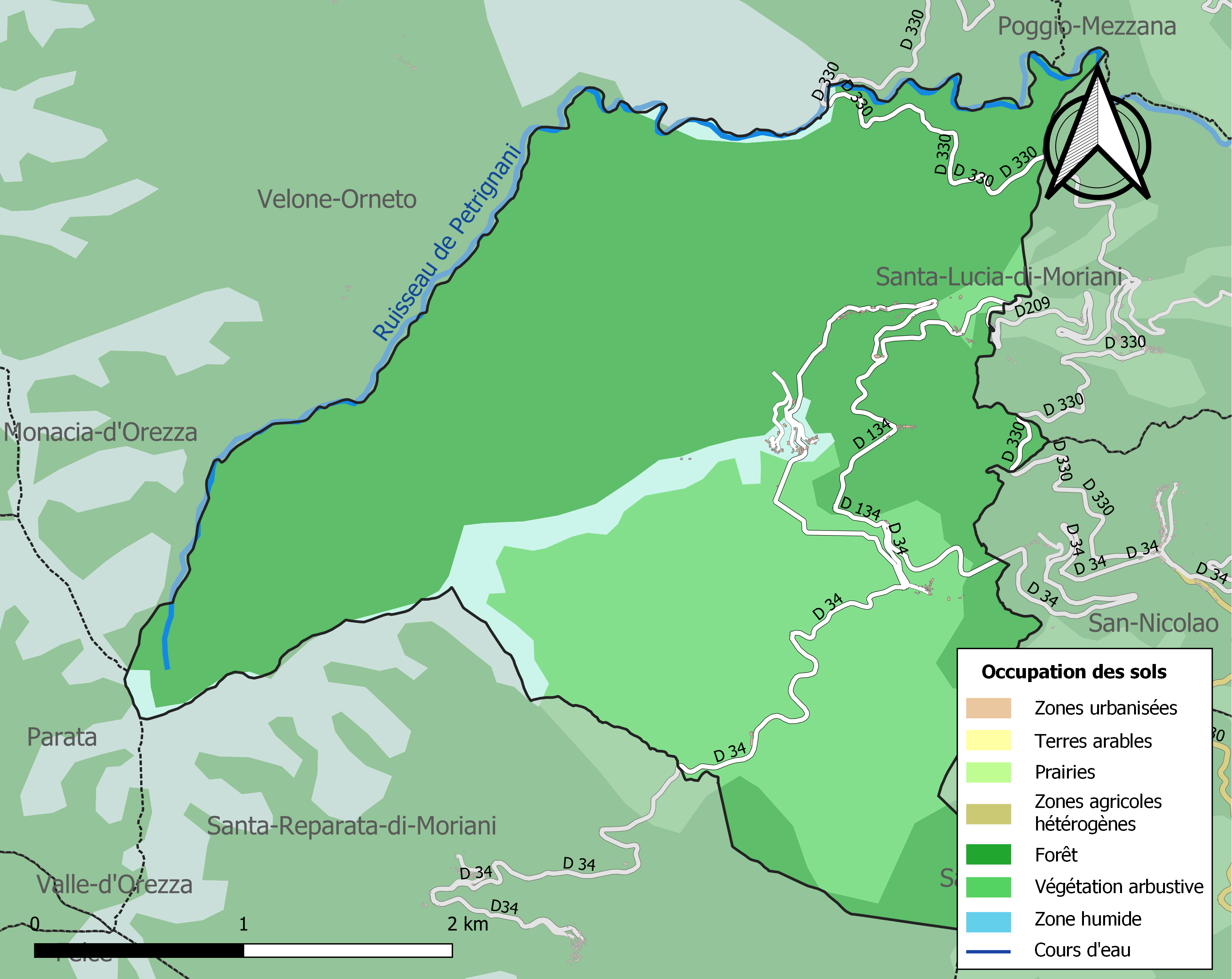
Carte des infrastructures et de l'occupation des sols de la commune en 2018 (CLC).

## Politique et administration
| Période                                  | Période | Identité        | Étiquette | Qualité                    |
| ---------------------------------------- | ------- | --------------- | --------- | -------------------------- |
| avant 1988                               | 2020    | Marcel Tristani | PS        | Retraité de l'enseignement |
| Les données manquantes sont à compléter. |         |                 |           |                            |

## Démographie
L'évolution du nombre d'habitants est connue à travers les recensements de la population effectués dans la commune depuis 1800. Pour les communes de moins de 10 000 habitants, une enquête de recensement portant sur toute la population est réalisée tous les cinq ans, les populations de référence des années intermédiaires étant quant à elles estimées par interpolation ou extrapolation. Pour la commune, le premier recensement exhaustif entrant dans le cadre du nouveau dispositif a été réalisé en 2007.

En 2022, la commune comptait 97 habitants, en évolution de +3,19 % par rapport à 2016 (Haute-Corse : +5,15 %, France hors Mayotte : +2,11 %).
| 1800 | 1806 | 1821 | 1831 | 1836 | 1841 | 1846 | 1851 | 1856 |
| ---- | ---- | ---- | ---- | ---- | ---- | ---- | ---- | ---- |
| 707  | 662  | 590  | 586  | 664  | 704  | 704  | 666  | 679  |

| 1861 | 1866 | 1872 | 1876 | 1881 | 1886 | 1891 | 1896 | 1901 |
| ---- | ---- | ---- | ---- | ---- | ---- | ---- | ---- | ---- |
| 650  | 582  | 584  | 566  | 545  | 539  | 547  | 557  | 538  |

| 1906 | 1911 | 1921 | 1926 | 1931 | 1936 | 1946 | 1954 | 1962 |
| ---- | ---- | ---- | ---- | ---- | ---- | ---- | ---- | ---- |
| 555  | 514  | 508  | 523  | 519  | 537  | 313  | 187  | 206  |

| 1968 | 1975 | 1982 | 1990 | 1999 | 2006 | 2007 | 2012 | 2017 |
| ---- | ---- | ---- | ---- | ---- | ---- | ---- | ---- | ---- |
| 157  | 112  | 75   | 73   | 85   | 102  | 104  | 91   | 94   |

| 2022 | - | - | - | - | - | - | - | - |
| ---- | - | - | - | - | - | - | - | - |
| 97   | - | - | - | - | - | - | - | - |

## Lieux et monuments
- Église San Giovanni de San Giovanni-di-Moriani. Le clocher a été classé au titre des monuments historiques en 1989[10]. L'église paroissiale, (sauf clocher classé, et chapelle de confrérie) a été inscrite au titre des monuments historiques en 1989[10].